# La chica del lunes
La chica del lunes es una película coproducción de Argentina y Estados Unidos filmada en colores dirigida por Leopoldo Torre Nilsson según su propio guion escrito en colaboración con Beatriz Guido y Noemí Guillmor sobre un argumento de André Du Rona que se estrenó el 18 de julio de 1967 y que tuvo como protagonistas a Arthur Kennedy, Geraldine Page, Graciela Borges y Déborah Reed. Fue filmada en Puerto Rico y está dedicada al director de fotografía Alberto Etchebehere

## Sinopsis
La hija de un matrimonio estadounidense en Puerto Rico obliga a sus padres a buscar una muñeca que su padre envió por error en una caja de ayuda durante una inundación.

## Reparto
- Arthur Kennedy … Peter Richardson
- Geraldine Page… Carol Richardson
- Graciela Borges…Nina
- Déborah Reed…Alice Richardson
- Roberto Parrilla… Marlon
- José de San Antón ...	Padre Florentin
- Art Merril  ...	Pastor Barriebo
- Issa Sánchez ...Maria Carita

## Comentarios
Sylvia Matharán de Potenze opinó:

«Si el realizador…y sus colaboradores quisieron decir algo más nuevo y revolucionario, no lo lograron.»

Por su parte, Manrupe y Portela escriben:

«Cierre de la etapa de coproducciones intrascendentes del director…es un film muy poco visto en la actualidad.»